# Авторское право в ЮАР
Авторское право в Южно-Африканской Республике регулируется Законом об авторском праве 1978 года (англ. Copyright Act) и различными поправками к нему и управляется Комиссией по интеллектуальной и юридической собственности (англ. Companies and Intellectual Property Commission) при Министерстве торговли и промышленности.
ЮАР является государством-подписантом Бернской конвенции и соглашения ТРИПС. Она подписала, но не ратифицировала, Договор по авторскому праву ВОИС.

## История
Изначально, после создания Южно-Африканского Союза в 1910 году, законодательство об авторском праве четырёх до того независимых провинций оставалось неизменным. В 1916 году парламент принял Закон о патентах, образцах, торговых марках и авторском праве (англ.  Patents, Designs, Trade Marks and Copyright Act), который заменил собой различные законы провинций и включил положения Закона об авторском праве Британской империи в южноафриканское законодательство. В 1928 году, вместе с другими британскими доминионами, Южно-Африканский Союз подписал Бернскую конвенцию.
После того, как в 1961 году ЮАС стал республикой, парламент принял собственный Закон об авторском праве, независимый от законодательства Великобритании, в 1965 году. Тем не менее, данный закон был в значительной степени основан на британском Законе об авторском праве 1956 года. В 1978 году он был заменён другим Законом об авторском праве, который до сих пор (с поправками) остаётся в силе.

## Защищаемые произведения
Закон об авторском праве определяет 9 видов произведений, авторы которых могут претендовать на защиту авторских прав:
- Литературные произведения (например, романы, поэмы, учебники, письма, отчёты, лекции, речи);
- Музыкальные произведения (кроме слов, используемых вместе с музыкой);
- Художественные произведения (например, картины, скульптуры, фотографии);
- Кинематографические фильмы и видео;
- Звукозаписи;
- Передачи;
- Телесигналы, передаваемые через спутник (аудио или видео);
- Опубликованные издания книг (обычно, первое издание литературного или музыкального произведения);
- Компьютерные программы.

Для того, чтобы автор мог претендовать на защиту авторских прав на произведение, оно должно быть оригинальным и оно должно быть записано тем или иным способом (за исключением передач и телепередач, которые должны быть переданы). Требование оригинальности произведения означает, что оно должно быть произведено автором или авторами путём приложения умений и усилий. Как и в других странах, подписавших Бернскую конвенцию, авторское право на работы является автоматическим и не требует регистрации.

## Срок авторских прав
Для литературных, музыкальных или художественных произведений, за исключением фотографий, период действия авторских прав в ЮАР составляет 50 лет после смерти автора или 50 лет с момента публикации, если она была опубликована после смерти автора. Для фотографий, фильмов и компьютерных программ срок действия авторских прав составляет 50 лет с момента первой публикации или 50 лет с момента создания, если произведение не было опубликовано в течение 50 лет. Для звукозаписей, передач и телесигналов срок действия авторских прав исчисляется с момента первой публикации или передачи.
Анонимные работы защищены авторским правом в более короткий срок из 50 лет с момента первой публикации либо 50 лет с года, с которого автора работы можно считать умершим. Для произведений с несколькими авторами срок действия авторских прав исчисляется с момента смерти последнего живого автора. Произведения, опубликованные государством, защищены в течение 50 лет с момента первой публикации.